# Deutscher Tanzpreis
Der Deutsche Tanzpreis ist eine Auszeichnung für künstlerischen Tanz in Deutschland. Er wird seit 1983 jährlich vergeben. 
Von 1983 bis 1986 wurde der Deutsche Tanzpreis durch den Deutschen Berufsverband für Tanzpädagogik e. V. (DBfT) gemeinsam mit der Fachzeitschrift Ballett-Journal/Das Tanzarchiv verliehen, von 1987 bis 1994 allein durch den DBfT, seit 1995 in Verbindung mit dem DBfT durch den Verein zur Förderung der Tanzkunst in Deutschland e. V. und ab 2013 eigenständig durch den Förderverein Tanzkunst Deutschland. 2018 wird der Deutsche Tanzpreis erstmals durch den Dachverband Tanz Deutschland verliehen, gemeinsam gefördert durch die Stadt Essen, das Ministerium für Kultur und Wissenschaft des Landes Nordrhein-Westfalen und aus Mitteln des Bundes. Der zuvor undotierte Preis ist seit 2018 mit 20.000 Euro dotiert.
Mit dem Deutschen Tanzpreis werden überragende Persönlichkeiten des Tanzes in Deutschland geehrt. Das künstlerische Schaffen der Choreografen und Tänzer steht im Mittelpunkt, gleichwohl können auch Persönlichkeiten der Pädagogik, Publizistik, Wissenschaft oder anderer Bereiche des Tanzschaffens vorgeschlagen werden.
Mit den Tanzpreis-Ehrungen werden zudem herausragende Interpreten, Ensembles und besondere Entwicklungen in der Tanzlandschaft gewürdigt. Letztere können sowohl zukunftsorientierte Initiativen, modellhafte Konzepte wie auch außergewöhnliche Produktionen sein. Die Ehrungen ersetzen seit 2018 die Kategorien Anerkennungspreis und den Deutschen Tanzpreis Zukunft. Dieser ging an Nachwuchstänzer in den drei Kategorien Tanz weiblich, Tanz männlich und Choreografie.
Begleitend zur Preisverleihung findet seit 2018 jährlich ein begleitendes Symposium statt, das aktuelle gesellschaftliche und (kultur-)politische Fragen in den Fokus stellt. Unter dem Titel „Positionen: Tanz“ diskutieren Tanzschaffende in Gesprächsrunden, auf Panels und in Workshops.

## Preisträger
- 2024: Sasha Waltz
- 2023: Malou Airaudo, Jo Ann Endicott, Lutz Förster, Dominique Mercy[2]
- 2022: Marco Goecke, Christoph Winkler, Reinhild Hoffmann
- 2021: Heide-Marie Härtel
- 2020: Raimund Hoghe[3]
- 2019: Gert Weigelt
- 2018: Nele Hertling
- 2016: Martin Puttke
- 2015: Peter Breuer
- 2014: Bertram Müller[4]
- 2013: Ulrich Roehm
- 2012: Ivan Liška
- 2011: Egon Madsen
- 2010: Georgette Tsinguirides
- 2009: Heinz Spoerli
- 2008: John Neumeier
- 2007: Susanne Linke
- 2006: Reid Anderson
- 2005: Hans Herdlein
- 2004: William Forsythe
- 2003: Gregor Seyffert
- 2001: Hans Werner Henze
- 2000: Fritz Höver
- 1999: Uwe Scholz
- 1998: Birgit Keil
- 1997: Philippe Braunschweig
- 1996: Tom Schilling
- 1995: Pina Bausch
- 1994: Maurice Béjart
- 1993: Hans van Manen
- 1992: Horst Koegler
- 1991: Konstanze Vernon
- 1990: Karl Heinz Taubert
- 1989: Marcia Haydée
- 1988: John Neumeier
- 1987: José de Udaeta
- 1986: Heinz Laurenzen
- 1985: Gustav Blank
- 1984: Kurt Peters
- 1983: Tatjana Gsovsky
- 1983: Gret Palucca

## Tanzpreis-Ehrung als herausragende Interpreten (ab 2018)
- 2021: Claire Cunningham, Choreographin und Tänzerin, und Adil Laraki, ehem. Tänzer und Betriebsrat der Theater und Philharmonie (TuP) Essen
- 2020: Friedemann Vogel, Erster Solist des Stuttgarter Balletts
- 2019: Isabelle Schad, Choreografin
- 2018: Meg Stuart und ihre Company Damaged Goods

## Tanzpreis-Ehrung für herausragende künstlerische Entwicklung (ab 2018)
- 2021: Ursula Borrmann, Ballettpädagogin
- 2020: Antje Pfundtner in Gesellschaft (Hamburg) und Raphael Hillebrand[5] (Berlin)
- 2019: Jo Parkes / Mobile Dance, Tanzkünstlerin
- 2018: Ballett des Staatstheaters Nürnberg

## Preisträger Deutscher Tanzpreis »Zukunft«(bis 2016)
- 2016: Marcos Menha (Tanz), Andrey Kaydanovskiy (Choreographie)
- 2015: Elisa Badenes
- 2014: Demis Volpi
- 2013: Bundesjugendballett Hamburg
- 2012: Gözde Özgür
- 2011: Daniel Camargo (Tanz), Eric Gauthier (Choreographie)
- 2010: Iana Salenko (Tanz)
- 2009: Marijn Rademaker (Tanz)
- 2008: keine Vergabe (wegen des Deutschen Jubiläums-Tanzpreises 2008 an John Neumeier)
- 2007: Katja Wünsche, Marian Walter (beide Tanz), Terence Kohler (Choreographie)
- 2006: Alicia Amatrian, Jason Reilly (beide Tanz), Christian Spuck (Choreographie)
- 2005: Polina Semionova, Flavio Salamanka (beide Tanz), Thiago Bordin (Choreographie)

## Anerkennungspreise (bis 2016)
- 2016: Elisabeth Exner-Grave, Liane Simmel, Eileen M. Wanke (Verdienste um die Tanzmedizin)
- 2015: Ricardo Fernando
- 2014: Nina Hümpel (www.tanznetz.de)
- 2013: Tobias Ehinger (Ballettmanager)
- 2011: Achim Thorwald
- 2010: Susanne Menck & Christine Eckerle
- 2007: Uschi Ziegler
- 2005: Royston Maldoom